# تپه کفراج
تپه کفراج مربوط به هزاره اول قبل از میلاد است و در شهرستان دلفان، بخش مرکزی، دهستان خاوه شمالی، روستای کفراج (پاقلا) واقع شده و این اثر در تاریخ ۲۵ اسفند ۱۳۷۹ با شمارهٔ ثبت ۳۰۴۹ به‌عنوان یکی از آثار ملی ایران به ثبت رسیده است.
در واقع تپه کفراج به جا مانده قلعه سه طبقه مربوط به دوره ساسانی است.